# Horsens Idrætsklubs Øvelser
|  | Denne artikel er oprettet af botten Steenthbot ud fra en ekstern database. Den kan derfor have sproglige fejl eller mangler. Denne skabelon kan fjernes efter kontrol af indholdet. |

Horsens Idrætsklubs Øvelser er en dansk dokumentarisk optagelse.

## Handling
Horsens Idrætsklubs medlemmer demonstrerer forskellige discipliner: gymnastikøvelser på række, diverse kraftspring på måtte, spring over hest, øvelser i barren og fægtning i skolegården til Vestre Kommuneskole. Lederen af gymnasterne hedder Oluf Kristensen. Årstallet for optagelsen kendes ikke.